# Электрическая броня

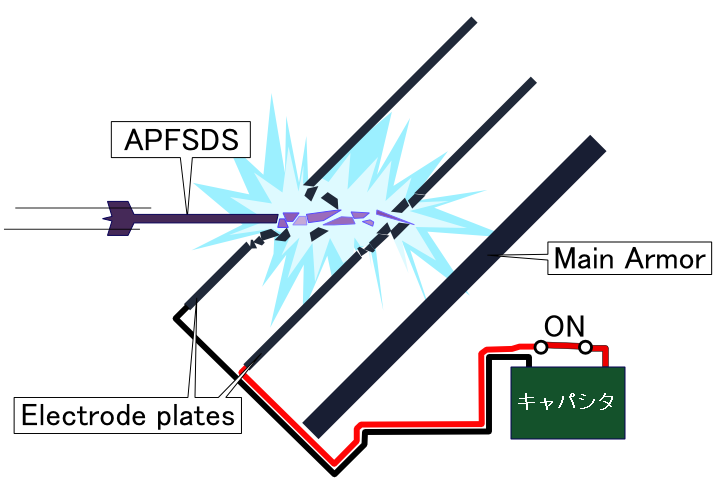
Схема электрической брони. Этот способ подразумевает использование мощных электрических токов, с помощью которых снаряд превращается в жидкость, пар или плазму.

Электрическая броня или электромагнитная броня — динамическая защита, использующая электрический заряд для разрушения или уменьшения эффективности противотанковых боеприпасов; тип реактивной брони, предлагаемый для защиты кораблей и бронированных боевых машин от кумулятивных зарядов и, возможно, кинетического оружия с использованием мощного электрического тока, дополняя или заменяя традиционную взрывную реактивную броню (ДЗ).
История разработок по теме электромагнитной защиты началась в СССР в Институте гидродинамики имени Лаврентьева в конце 1970-х годов и также проводилась в США в «Makswell Laboratories» в Калифорнии и франко-германском научно-исследовательском институте Сент-Луис в 1980-е годы. Разработки активно ведутся в 2020-х годах.

## Обзор

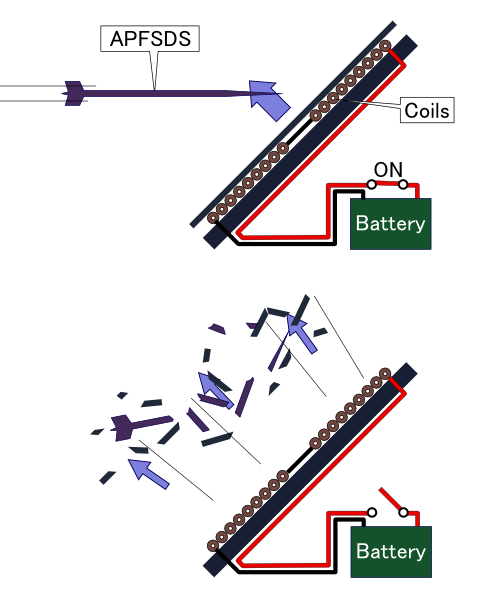

Электрическая броня — это новая технология динамической защиты. Эта броня состоит из двух или более проводящих пластин, разделённых воздушным зазором или изолирующим материалом, создавая высокомощный конденсатор. Во время работы источник высокого напряжения заряжает броню. Когда снаряд пробивает пластины, он замыкает цепь и разряжает конденсатор, высвобождая огромное количество энергии в проникающий элемент, испаряя его или даже превращая в плазму, значительно ослабляя его пробивную способность.

Альтернативный тип электрической брони основан на многослойной структуре из чередующихся намагниченных металлических пластин и силиконовых диэлектрических прокладок. При активации внешняя пластина мгновенно приводится в движение в направлении приближающегося боеприпаса — например, БОПС. Благодаря тому, что система срабатывает со скоростью распространения электрического сигнала (близкой к 300 000 км/с), движение пластин происходит практически одновременно с моментом контакта. Это позволяет эффективно изменить траекторию снаряда, ослабить его кинетическую энергию и частично рассеять её через механическое взаимодействие и индуктивное сопротивление.

### Способы работы
Разработки ведутся в двух основных направлениях. Первый способ напоминает традиционную ДЗ, второй же использует сам электрический ток для разрушения атакующего боеприпаса.
Сейчас существуют несколько подходов к созданию электромагнитной защиты: непосредственная электризация и электромагнитный пуск метательных пластин, электротермическая защита, основанная на пиролизе в плазму рабочего материала. Они делятся по принципу активации на самоактивирующиеся (непосредственная электризация, электротермическая защита) и не самоактивирующиеся, которые воздействуют на атакующий боеприпас предварительно, обнаружив его при помощи радара или матрицы (метательные пластины, «умная броня»). Существуют способы защиты, объединяющие несколько принципов.

#### С помощью электромагнитного поля, создаваемого катушками
Этот метод предполагает установку металлической брони в виде дополнительного слоя поверх основной брони, что приводит к изменению направления воздействия снаряда (например, БОПС или самообразующегося проникающего тела). Метод похож на другие подходы тем, что при подлете снаряда к броне срабатывает датчик, и снаряд деформируется или отбрасывается в определённом направлении с помощью электромагнитного поля, создаваемого катушками, которые выбрасывают металлическую пластину (разновидность электромагнитного ускорителя масс). Этот процесс позволяет ослабить его проникающую силу.

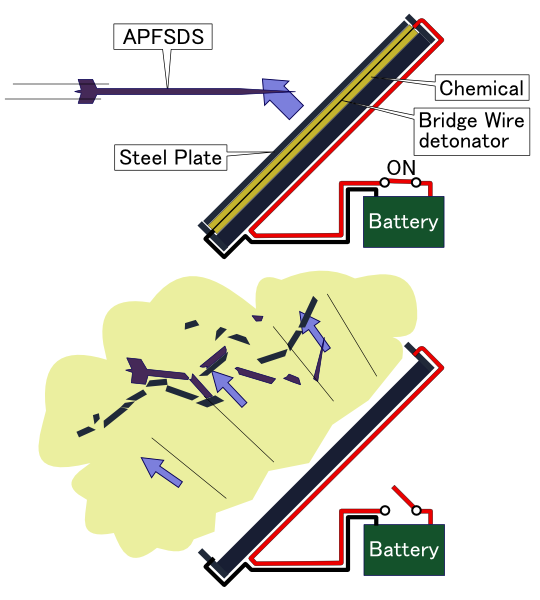
Концепция заключается в использовании электричества для детонации (с помощью датчика подлёта снаряда) взрывчатых веществ между слоями вместо того, чтобы выбрасывать стальную пластину перед снарядом. Вариант активной брони.

Другая концепция заключается в использовании электричества для детонации взрывчатых веществ между слоями вместо выброса стальной пластины с помощью электромагнитной силы. С точки зрения производственной технологии это ближе к современной технологии реактивной брони и потребляет меньше энергии, но существуют большие трудности, которые необходимо преодолеть с точки зрения скорости реакции.

##### Технический анализ
Теоретически можно предположить, что:
Исходные параметры
- Масса бронебойного сердечника БОПС: m = 5 кг
- Скорость БОПС при ударе: v₀ = 1700 м/с
- Масса подвижной пластины брони: M = 10 кг
- Напряжение на электродах: U = 20 кВ
- Ёмкость накопителя: C = 500 мкФ
- Ожидаемая скорость перемещения пластины: V ≈ 300 м/с

Кинетическая энергия БОПС:
{\displaystyle E_{\text{kin}}={\frac {1}{2}}mv_{0}^{2}={\frac {1}{2}}\cdot 5\cdot (1700)^{2}=7,225,000\ {\text{Дж}}}
Энергия электрического разряда:
{\displaystyle E_{\text{electric}}={\frac {1}{2}}CU^{2}={\frac {1}{2}}\cdot 500\cdot 10^{-6}\cdot (20000)^{2}=100,000\ {\text{Дж}}}
Хотя эта энергия значительно меньше энергии снаряда, она действует локально и практически мгновенно.
Импульс подвижной пластины:
{\displaystyle p=M\cdot V=10\cdot 300=3000\ {\text{кг·м/с}}}
Этого импульса достаточно для нарушения устойчивости полёта БОПС.
Механизмы воздействия
- Отклонение траектории: при касательном взаимодействии сдвигающаяся пластина изменяет ось движения сердечника.
- Дестабилизация: возможен излом стабилизаторов или изгиб сердечника.
- Локальное плавление: при высоком токе — частичное испарение оболочки снаряда.
- Плазменный всплеск: создаёт облако ионизированных частиц, поглощающее часть энергии удара.

Заключение:
Электрическая броня не уничтожает БОПС напрямую, но:
срабатывает с задержкой в наносекунды;
воздействует на сердечник поперечно;
может резко снизить бронепробитие за счёт дестабилизации снаряда.
Конструкция состоит из чередующихся слоёв:
Намагничиваемые металлические пластины (например, стальные);
Силиконовые или другие диэлектрические прокладки.
Последовательность работы системы
На расстоянии ~15 метров от танка приближающийся БПС фиксируется сенсорами;
Бортовой компьютер рассчитывает траекторию и запускает подготовку;
В нужный момент на катушки или направляющие подаётся мощный электрический импульс;
Металлическая пластина (обычно внешняя) с помощью электромагнитного ускорения выбрасывается вперёд по траектории столкновения;
Столкновение снаряда и пластины происходит в воздухе, до контакта с основным броневым листом;
В момент столкновения часть кинетической энергии снаряда поглощается, направление его траектории нарушается, возможно частичное разрушение сердечника или даже его распад.
При приближении бронебойного оперённого подкалиберного снаряда (БОПС) к танку со скоростью примерно 1700 м/с электродинамическая броня может сработать следующим образом:
Исходные условия:
- - Скорость снаряда: ~1700 м/с
  - Расстояние обнаружения: 15 м
  - Время подлёта: приблизительно 8,8 мс
  - Тип брони: электродинамическая (с выбрасыванием ферромагнитной пластины навстречу угрозе)

Последовательность событий (время в микросекундах)
Последовательность срабатывания активной электромагнитной защиты (при подлёте БОПС со скоростью 1700 м/с с расстояния 17 м):
| Событие | Время от момента обнаружения (мкс) | Примерное расстояние до танка (м) |
| --- | ---------------------------------- | --------------------------------- |
| Обнаружение снаряда (например, РЛС или ЛИДАР) | 0                                  | 17,0                              |
| Команда на запуск пластины для перехвата на расстоянии 1 м | 6667                               | 5,7                               |
| Команда на запуск пластины для перехвата на расстоянии 0,5 м | 8333                               | 2,8                               |
| Столкновение снаряда с пластиной (0,5-1 м от корпуса) | 9706-10000                         | 0,5-1,0                           |
| Возможные эффекты: - Частичное или полное разрушение наконечника; - Срыв стабилизации; - Изменение траектории; - Потеря кинетической энергии; - Увод траектории мимо бронекорпуса. | —                                  | —                                 |

Технические параметры:
- - Кинетическая энергия БОПС (масса ~5 кг): ≈ 7,2 МДж
  - Параметры пластины: масса 10-20 кг, скорость выброса 200—300 м/с
  - Материалы:
    - Пластина — ферромагнитная сталь или специальные индукционные сплавы;

Заключение:
Благодаря высокой скорости активации (реакция происходит за миллисекунды) электродинамическая броня способна нарушить целостность или изменить траекторию БОПС ещё до контакта с основным корпусом танка. Своевременность срабатывания и точность расчёта — критические факторы эффективности защиты.
Преимущества
- Реагирует быстрее традиционной динамической брони;
- Позволяет нейтрализовать высокоскоростные кинетические грозы ещё до контакта с корпусом;
  - Не использует взрывчатку, снижая вторичные повреждения.

Эта концепция аналогична принципу действия рельсотрона или Пушки Гаусса, но в обратном направлении — ускорение применяется не к снаряду, а к элементу защиты.

#### Непосредственная электризация
Этот способ подразумевает использование мощных электрических токов, с помощью которых снаряд превращается в жидкость, пар или плазму. Электрическая броня состоит из двух слоёв проводящего материала (обычно стали), между которыми расположен диэлектрический слой. При попадании снаряда пластины замыкаются, в результате чего через них проходит мощный электрический импульс. Это вызывает быстрое испарение или ионизацию материала сердечника снаряда, что дестабилизирует кумулятивную струю. Для этого два металлических слоя устанавливаются на внешней части брони, и между ними подаётся очень высокое напряжение (несколько тысяч вольт) с помощью конденсаторов. Этот метод, в отличие от предыдущих, не требует датчиков. Когда проводящий снаряд пробивает броню, короткое замыкание вызывает прохождение большого электрического тока, который плавит или испаряет проникающий снаряд или его наконечник. Кроме того, создаваемое магнитное поле может изменить траекторию БОПС, разрывая его на части.
В обычном случае электромагнитная броня имеет две пластины, расположенные на довольно большом расстоянии друг от друга, одна из которых соединена с конденсаторной батареей высокого напряжения, а другая заземлена. Когда при ударе кумулятивная струя пробивает пластины, она действует между ними как замыкатель и инициирует разряд электрической энергии, который вызывает большой импульс тока в ней. Это создаёт магнитомеханические неустойчивости в струе, что приводит к её разрушению и резко снижает её пробивную способность.

##### Взаимодействие с бронебойными оперёнными подкалиберными снарядами (БОПС)
БОПС — снаряд, предназначенный для пробития бронетехники за счёт высокой кинетической энергии и малой площади контакта. Состоит из длинного сердечника (обычно из вольфрама или обеднённого урана) с хвостовым оперением.
Современные образцы электрической брони разрабатываются в том числе для противодействия БОПС. Возможны три основных механизма взаимодействия:
Отклонение траектории. При попадании БОПС в зону действия активной электрической брони:
- создаётся высоковольтный импульс;
- происходит асимметричное воздействие на сердечник;
- возможно отклонение полёта или вращение (потеря стабилизации).

Результат: уменьшение проникающей способности, особенно при попадании под углом.
Разрушение сердечника. При прохождении электрического разряда через сердечник:
- возникает резкое тепловое расширение;
- материал трескается, ломается или крошится;
- возможно образование множественных осколков с потерей формы.

Результат: значительное снижение пробивной способности, особенно против монолитных вольфрамовых сердечников.
Превращение в плазму (испарение). При достаточном уровне энергии и правильно рассчитанном контакте:
- часть сердечника может испариться;
- создаётся облако ионизированного газа (плазма);
- остаток теряет массу и скорость.

Результат: почти полная нейтрализация поражающего элемента. Редкий, но теоретически возможный сценарий.
Сравнение эффектов:
| Механизм воздействия  | Вероятность применения | Эффективность против БОПС          |
| --------------------- | ---------------------- | ---------------------------------- |
| Отклонение траектории | Средняя                | Умеренное снижение (~30 %)         |
| Разрушение сердечника | Высокая                | Сильное снижение (~50-70 %)        |
| Плазменное испарение  | Низкая                 | Почти полная нейтрализация (>90 %) |

Вывод: БОПС остаются одними из самых сложных целей для активной защиты. Однако при использовании высокоэнергетической электрической брони возможно как разрушение сердечника, так и его дестабилизация. Наиболее перспективны комбинированные методы воздействия.

#### Проблемы с применением
В случае с электрическим методом существуют риски «утечек» тока в случае неисправности, а также возможные последствия для окружающих и членов экипажа, связанные с высоким уровнем электромагнитных помех, избыточным теплом и электромагнитным излучением. Проблема стабильного обеспечения энергией и возникновения неисправностей в электросистемах также представляет большой вызов. Применение этого метода в условиях реальных боевых действий ещё не проверено.

#### Заключение
Способ с катушками подвержен ограничениям, похожим на ДЗ, поскольку после первого использования определённая часть брони теряет свою эффективность. Однако, в отличие от взрывной брони, эти системы не создают мощных взрывов, что снижает повреждения для основной брони и окружающих частей машины.
В методе с электрическим током потери могут быть меньше, если восстановить накопленную энергию и вернуть эффективность брони после удара.

### Преимущества

#### Масса
Одним из главных преимуществ электрической брони является её меньший вес.
С развитием дронов и прочих новых угроз, таких как высокоскоростные противотанковые ракеты и умные боеприпасы, защита танков требует также повышения бронирования их верхних частей. Поскольку верхняя часть танка, стала уязвимой для атак с воздуха современные танки требуют установки дополнительной защиты на крышу, что значительно увеличивает вес машины. В то время как ДЗ может добавить 5–8 тонн взрывчатки к танку (учитывая что верхняя проекция танка напр. Т-72 около 23 м²., а общая ок. 70 м². у Т-72 и 120 м². у более крупных танков напр. M1 Abrams), электрическая броня может быть эффективной при меньшей массе, что значительно снижает нагрузку на танк и позволяет использовать его вес и мощность двигателя в других целях. Кроме того, электрическая броня может быть установлена на другие бронемашины, такие как боевые машины пехоты и бронетранспортёры, которые ранее жертвовали защитой тяжёлой брони и ERA ради мобильности и лёгкости, тем самым повышая живучесть войск, находящихся внутри бронемашин.

#### Покрытие
Лёгкий вес электрической брони также означает, что её защитные свойства могут быть распространены на всю поверхность машины. Из-за веса бронеплит традиционная броня размещается неравномерно — с наибольшей толщиной спереди, меньшей по бокам и практически отсутствующей сверху и сзади. Это может быть использовано манёвренным противником или при засадах, характерных для асимметричных конфликтов. Атака сверху, как в случае с американской FGM-148 Javelin, также эксплуатирует тонкую верхнюю броню. Использование электрической брони, покрывающей всю машину, может устранить эти риски.

#### Безопасность в эксплуатации
Дополнительным преимуществом является повышенная безопасность для пехоты и лёгкой техники, находящихся рядом с танками, оснащёнными электрической бронёй, по сравнению с ДЗ. Хотя ДЗ предназначена лишь для деформации самого модуля при взрыве, а не основной бронезащиты, её взрывчатка в сочетании с энергией вражеского снаряда часто вызывает разрушение бронеплит слабо бронированной техники. Взрыв ДЗ создаёт значительное количество осколков, представляющих смертельную опасность для всех поблизости.

### Недостатки
Из-за новизны технологии электрической брони и секретности военных разработок неизвестно, должна ли она эффективно работать как против кумулятивных зарядов, так и против кинетических боеприпасов, или только против первых. Основное внимание источников сосредоточено на кумулятивных зарядах, особенно ручных гранатомётах. Кумулятивные заряды создают гиперзвуковую струю расплавленного металла для пробития брони, тогда как кинетические БОПС представляют собой твёрдый стержень металла и требуют большей электрической энергии для рассеивания удара, возможно, превышающей текущие возможности. Хотя такие системы относительно экономичны с точки зрения энергозатрат, их эффективность ограничена способностью оснащённой техники вырабатывать достаточное количество электричества. Также достаточно быстрая перезарядка металлических пластин от батарей для взрыва второго (или, если таковой имеется, третьего) заряда тандемной боеголовки для системы может быть довольно проблематичной.

## Примеры

### Великобритания
Электрическая броня разрабатывается в Великобритании в Defence Science and Technology Laboratory и получила название 'Pulsed Power'. Машина оснащается двумя тонкими оболочками, разделёнными изоляционным материалом. Внешняя оболочка заряжена высоким электрическим зарядом, внутренняя — заземлена. Если кумулятивная струя из проводящего металла, например меди, пробивает обе оболочки, она замыкает цепь, и электрическая энергия разряжается через струю, испаряя её. Испытания с бронетранспортёром показали обнадёживающие результаты, и ожидается, что улучшенные системы смогут противостоять кинетическим снарядам. Разработчики FRES рассматривали возможность использования данной технологии до отмены проекта.

### Соединённые Штаты
Учёные из Army Research Laboratory также опубликовали данные об электрической броне в New Scientist. Каждый танк покрывается плитками из прочного пластика, под которыми установлены слои различных материалов. Верхний слой состоит из оптоволоконной сетки, за ним следует тонкий слой стандартной брони, затем — серия металлических катушек. При ударе по пластику оптоволокна разрушаются, и датчики активируют конденсаторы внутри танка, которые направляют мощный электрический ток через металлические катушки в основании электрической брони. Армия США также тестировала концепцию электрической брони на БМП Bradley.